# Ереванская улица (Владикавказ)
Ереванская улица — улица во Владикавказе, Северная Осетия, Россия. Находится в Иристонском муниципальном округе. Начинается от улицы Ватутина и заканчивается улицей Комсомольской.
Улица названа в честь города Ереван.
Улица образовалась во второй половине XIX века. Впервые отмечена на плане города Владикавказ Терской области, изданном в 1911 году Областным статистическим комитетом, как Эриванская улица. Упоминается под этим же названием в Перечне улиц, площадей и переулков от 1925 года.
В 1933 году транскрипция армянской столицы Эривань была изменена на Ереван и улица приобрела современное наименование. 